# Histoire économique des États-Unis
L'histoire économique des États-Unis trouve ses origines à l'époque coloniale, lorsque les Européens s'installèrent en Amérique du Nord à partir du XVIe siècle. Les treize colonies anglaises de la côte orientale virent leur économie se développer et la révolution américaine contre la métropole eut des causes économiques. Elle entraîna l'indépendance des États-Unis en 1783 et la formation d'une nation ainsi que d'un marché prospère. L'histoire économique du XIXe siècle fut marquée par l'ascension du pays comme puissance productive et commerciale. Les États-Unis s'industrialisèrent rapidement grâce à une main d'œuvre abondante, à des ressources naturelles importantes et variées. La liberté d'entreprendre et le capitalisme américain ont été des facteurs déterminants de l'accession du pays aux premières places de l'économie mondiale. Ces succès alimentèrent une immigration importante. Au XXe siècle, l'économie américaine fut renforcée par les conséquences de la Première Guerre mondiale puis ébranlée par la crise de 1929. En dépit du New Deal mis en place par l'administration Roosevelt, le pays ne sortit du marasme qu'avec la Seconde Guerre mondiale dont il sort grand vainqueur. La domination économique américaine est alors à son apogée. Dès la deuxième moitié du XXe siècle, cette hégémonie est contestée par de nouvelles puissances telles que le Japon et l'Union européenne. À partir des années 1970, l'économie américaine profite mais aussi subit la mondialisation : de nouveaux concurrents apparaissent au début du XXIe siècle (Chine, Inde, Russie, etc.).

## Période précolombienne
L'histoire économique des Amérindiens peut être retracée grâce aux apports de l'archéologie et des sciences auxiliaires de l'Histoire. L'actuel territoire des États-Unis fut peuplé dès l'époque glaciaire par des peuples nomades qui pratiquaient la chasse, la pêche et la cueillette. Les premières civilisations apparaissent dans la première moitié du Ier millénaire : les Mound Builders, les Adenas, les Hopewells et des civilisations du Mississippi, les Mogollons, les Hohokams et les Anasazis pratiquent l'agriculture et l'élevage, produisent des objets artisanaux, sans pour autant maîtriser les techniques de la métallurgie. Ils échangent diverses marchandises sur de longues distances en utilisant des pistes reconnues ou en empruntant les cours d'eau. Ils ignorent l'usage du cheval et de la roue. Les productions agricoles sont adaptées au climat et les Amérindiens transforment leur milieu naturel (brûlis, déforestation).

## Époque coloniale

Salem, Massachusetts, dans les années 1770.

Les premiers contacts entre Européens et Amérindiens remontent au XVIe siècle. C'est la recherche d'un passage maritime vers l'Asie qui motive l'exploration européenne de l'Amérique du Nord. Le continent devient un enjeu économique et politique entre les puissances du Vieux Continent. Les rêves de fortune rapide poussent les Espagnols à chercher les légendaires cités d'or au nord du Mexique. 
L'arrivée des Blancs sur le continent bouleverse les économies amérindiennes avec l'introduction de nouvelles plantes (blé) et de nouveaux animaux (notamment le cheval). Les coureurs des bois et les premiers explorateurs mettent en place la traite des fourrures. Le choc microbien fait chuter de manière spectaculaire et rapide le nombre d'Amérindiens. 
Les Espagnols fondent des missions qui développent l'agriculture et l'élevage dans le Sud-Ouest des États-Unis. Les Français prennent possessions de la Louisiane à la fin du XVIIe siècle et échangent des produits avec les Amérindiens. Sur la côte orientale, les compagnies maritimes fondent des colonies et assurent le commerce entre l'Europe et l'Amérique du Nord. Au XVIIIe siècle, la population se concentre sur la côte orientale des États-Unis. L'économie des Treize colonies est marquée par la diversité : les colonies du Sud pratiquent une agriculture de plantation dont les productions (tabac, indigo, riz) sont exportés vers la métropole. Les champs sont cultivés par des esclaves d'origine africaine qui travaillent pour des aristocrates. Au centre, l'économie repose sur l'agriculture, l'élevage et l'artisanat. La Nouvelle-Angleterre doit sa prospérité au commerce maritime, à la pêche, aux chantiers navals et aux manufactures. Elle voit l'émergence d'une petite bourgeoisie.
Les colons dépendant de la Grande-Bretagne pour leur approvisionnement, même si la contrebande existe. Ils réclament l'assouplissement du mercantilisme et du système de l'exclusif, se plaignent de la pénurie de monnaie et de l'augmentation de la fiscalité. Ces raisons économiques, conjuguées à des motivations d'ordres politique, social et philosophique, aboutissent à la Révolution américaine.

## XIXesiècle

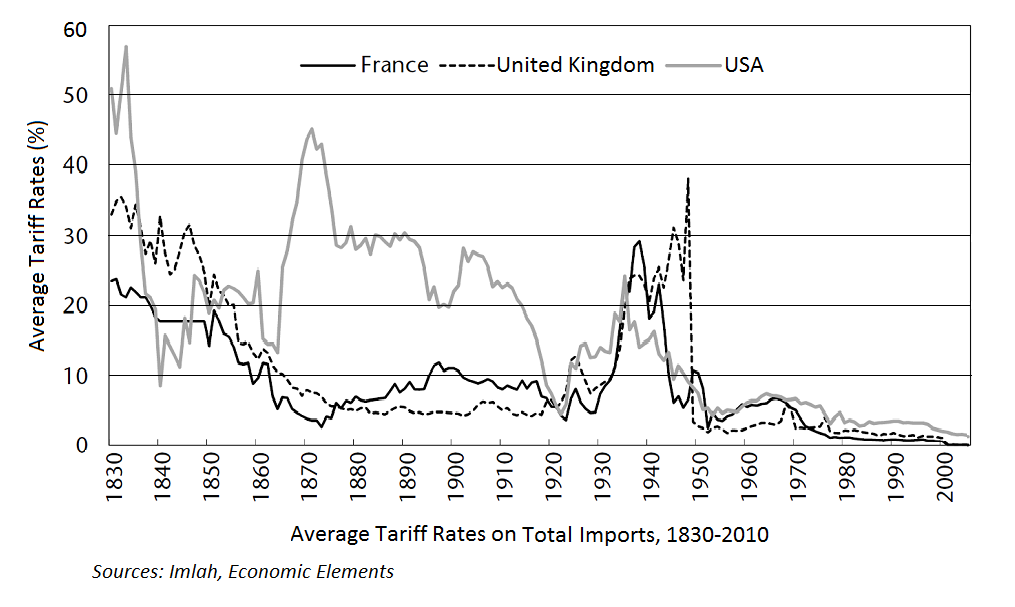
Droits de douane (France, UK, USA, 1830-2010).

L'industrialisation transforme les États-Unis au cours du XIXe siècle. L'agriculture et les manufactures se mécanisent alors que les services connaissent une standardisation précoce. Les innovations technologiques et l'emploi de machines-outils y sont donc plus importants qu'ailleurs. Le téléphone, inventé par Alexander Bell est diffusé à un million d'exemplaires en 1900. Les industriels du Nord ont fait adopter par le congrès des droits de douane exorbitants : 47 % en moyenne sur les importations. Entre 1860 et 1900, 14 millions d'immigrants arrivent aux États-Unis qui représentent une main-d'œuvre peu exigeante pour l'industrie en plein essor.

### La construction d'une économie nationale

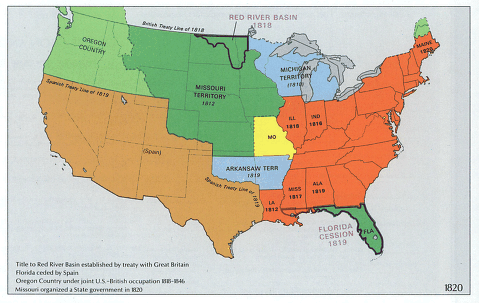
Les États-Unis en 1820.

La constitution américaine de 1787 fonde une nation et un marché unifié. Le Secrétaire au Trésor Alexander Hamilton établit des douanes sur les produits importés ainsi que la première banque des États-Unis en 1791. Une deuxième banque est créée en 1816 en remplacement de la première.
La vente de la Louisiane par le Premier Empire permit au jeune État de doubler sa superficie.
En 1820, les États-Unis ont une PIB/PPA de 12 548 millions de dollars internationaux soit 1,8 % du PNB mondial, soit plus que l'ensemble de l'Amérique Latine.

### Le développement de l'agriculture

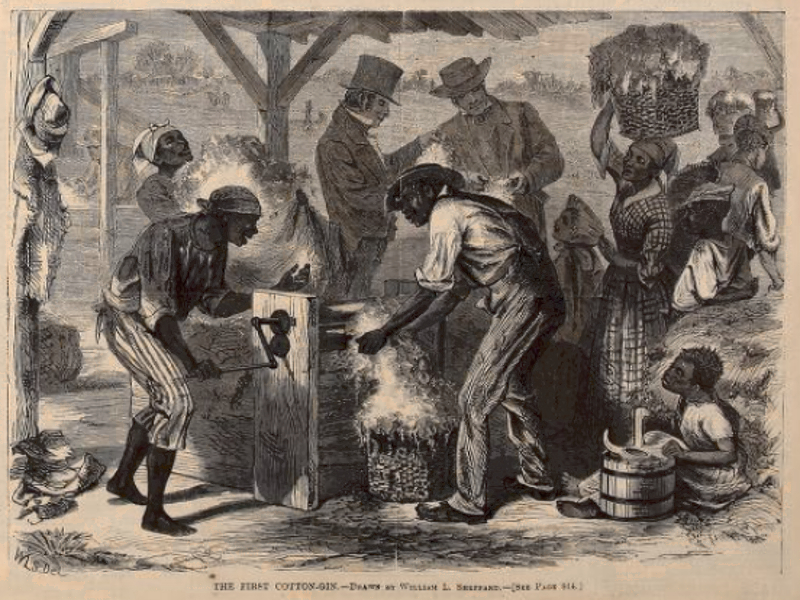
Une égraineuse à coton (1869).

La production du coton augmente fortement lorsque l'égraineuse se diffuse dans les plantations du Sud des États-Unis. Elle utilise la main d'œuvre esclave et repose sur la domination de grands propriétaires fonciers.
La première moitié du XIXe siècle voit l'afflux de migrants vers les terres fertiles du Midwest. Le gouvernement fédéral développe le réseau des transports (Cumberland Pike en 1818, Canal Érié en 1825). La Panique bancaire de 1837 se produisit lorsque la bulle spéculative éclata à New York, lorsque les banques cessèrent tout paiement en espèce (monnaie or ou argent). La panique fut suivie d'une dépression longue de trois années, accompagnée de faillites bancaires et d'un taux record de chômage.

### Industrialisation

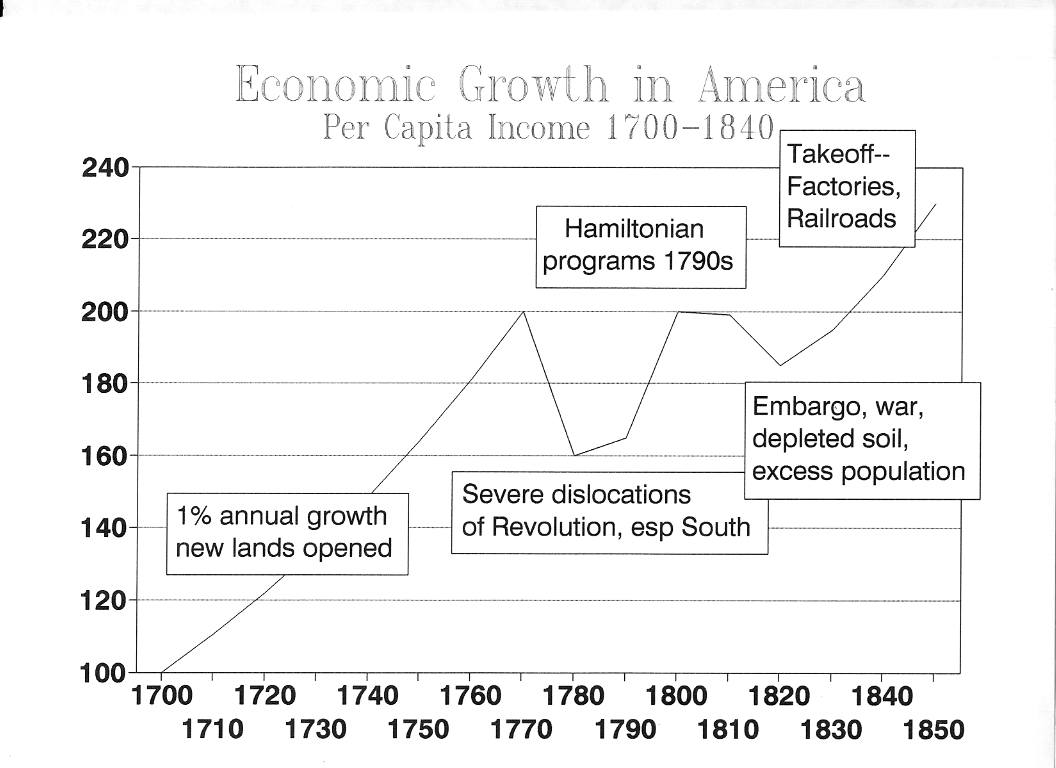
Évolution de la croissance économique aux États-Unis (1700–1850).

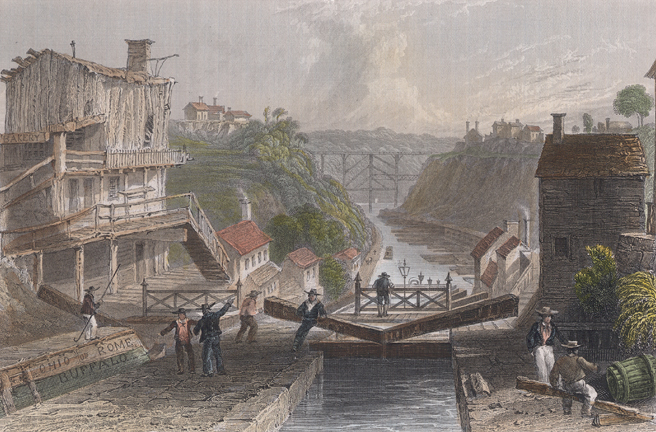
Le canal Érié, d'après W. H. Bartlett (1839).

L'industrialisation transforme les États-Unis au cours du XIXe siècle. L'agriculture et les manufactures se mécanisent alors que les services connaissent une standardisation précoce. Les innovations technologiques et l'emploi de machines-outils y sont donc plus importants qu'ailleurs. Le téléphone, inventé par Alexander Bell est diffusé à un million d'exemplaires en 1900. Les industriels du Nord ont fait adopter par le congrès des droits de douane exorbitants : 47 % en moyenne sur les importations. Entre 1860 et 1900, 14 millions d'immigrants arrivent aux États-Unis qui représentent une main-d'œuvre peu exigeante pour l'industrie en plein essor. Vers 1860, l'industrie emploie un tiers de la population active.
Entre 1860 et 1890, la production industrielle est multipliée par 11. Les États-Unis sont devenus le premier producteur mondial de charbon. L'industrialisation profite surtout à la Manufacturing Belt, dans le nord-est des États-Unis. Le Sud a développé des industries de transformation mais reste sous la dépendance économique du Nord. 
En 1873, le produit par tête aux États-Unis a dépassé le produit par tête au Royaume-Uni, alors la première puissance économique mondiale. 

### Ruée vers l'or
La ruée vers l'or attira en Californie plus de 300 000 aventuriers, américains et étrangers entre 1848 et 1856. On estime que la valeur des quantités d'or découvert pendant cette période s'élève à plusieurs milliards de dollars actuels. La ruée vers l'or eut des conséquences mondiales et transforma profondément la Californie. Alors petit hameau constitué de tentes, San Francisco se développa sous la pression de la croissance démographique. Un système de loi et un gouvernement furent créés, gouvernement qui mènera à l'admission de la Californie en tant qu'État américain en 1850. De nouveaux modes de transport se développèrent : le bateau à vapeur, qui devient un moyen de transport régulier, et les chemins de fer. L'agriculture, futur pan majeur de l'économie californienne, commença à se développer à travers tout l'État.

### Révolution des transports

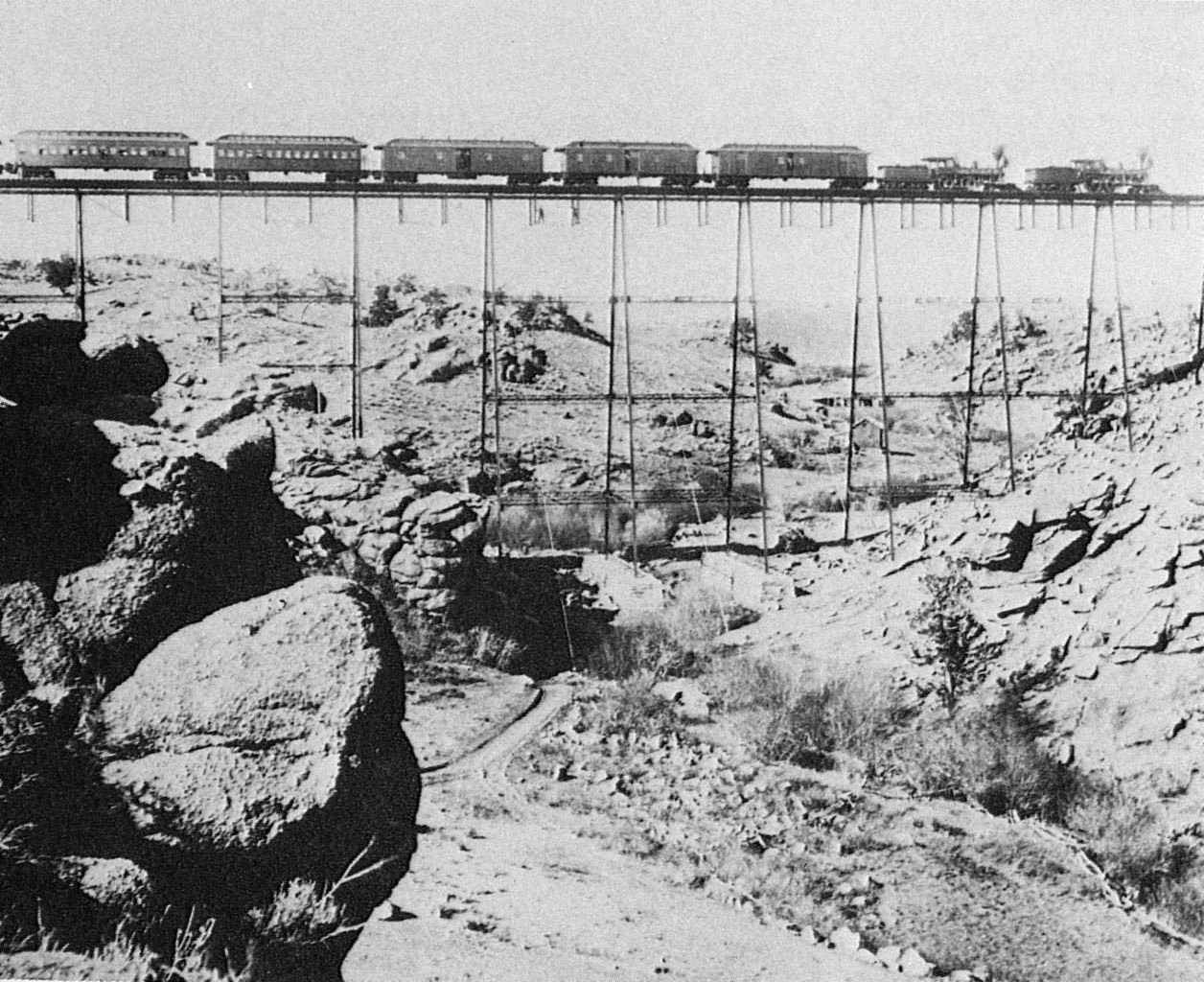
Les nouveaux chemins de fer américains, photographie anonyme de 1860.

Les années qui suivent la guerre de Sécession sont celles où le chemin de fer est roi. Des milliers de kilomètres de voies ferrées sont construits jusqu'à la fin du XIXe siècle. En 1900, 200 000 milles de lignes de chemin de fer couvrent le territoire américain dont cinq transcontinentaux. La production sidérurgique et le commerce se trouvent ainsi stimulés.
Il existe une concurrence sauvage entre les entreprises. Dans les chemins de fer la guerre des tarifs fragilisent les compagnies. En effet dans les lignes soumises à la concurrence, les compagnies baissent leurs tarifs et vont jusqu'à vendre à perte pour capter la clientèle, quitte à se rattraper sur les lignes où elles n'ont pas de concurrence. Lors de la crise économique de 1873, beaucoup sont acculées à la faillite et sont rachetées à bas prix. Les autres préfèrent signer des accords secrets pour se partager le marché, mais ces accords ne fonctionnent vraiment qu'en période de prospérité.

### Concentration
La période se caractérise en outre par une tendance à la concentration des entreprises qu'il est possible d'attribuer au désir de contrôler le marché, de faire des économies d'échelle et aux capitaux de plus en plus importants que nécessitent le développement industriel. Le cas le plus connu est celui de Rockefeller qui  rachète les droits de vote des actionnaires  d'une quarantaine de compagnies pétrolières pour les contrôler. Ces dernières forment un trust sous sa direction. 
À la fin des années 1880, une quinzaine de trusts se sont ainsi constitués. En 1890, la loi Sherman interdit les trusts. Les capitaines d'industrie choisissent alors la holding comme forme de concentration. La compagnie Carnegie fournit 25 à 30 % de l'acier américain. Elle possède aussi ses mines de charbon et de fer, ses bateaux et ses trains. La compagnie Carnegie est ainsi un remarquable exemple des mouvements de concentration horizontale et verticale du capitalisme américain.

### Guerre civile et reconstruction
Au milieu du XIXe siècle, le Sud des États-Unis reste rural et dépendant des États du Nord pour les capitaux et les biens manufacturés. Les intérêts économiques des planteurs sont préservés tant que le Sud contrôle le gouvernement fédéral. Le Parti républicain est fondé en 1856 et défend les intérêts du Nord industriel. Il porte au pouvoir Abraham Lincoln qui met en place un tarif protectionniste. Le premier chemin de fer du Pacifique est décidé en 1862, et l'année suivante, un système bancaire national est établi pour financer la guerre de Sécession. La supériorité économique du Nord lui permet de remporter la guerre civile (1861 - 1865). 
L'esclavage est alors aboli et la Manufacturing Belt se développa. Les grands magnats de l'industrie gagnent de plus en plus d'influence dans la vie politique du pays. Pendant la reconstruction, Il n'y eut aucune réquisition ou confiscation, aucune plantation n'est divisée ou morcelée. Au contraire, le président  Andrew Johnson fait expulser les Noirs des parcelles de terrains que certains généraux nordistes leur avaient distribués. De manière générale, la structure économique du Sud, construite sur des caractéristiques racistes, est totalement conservée. Le système des métayers, forme d'exploitation proche de l'esclavage. est créé pour les Noirs.

### Essor et mutations
Entre 1860 et 1890, la production industrielle est multipliée par 11. Les États-Unis sont devenus le premier producteur mondial de charbon. L'industrialisation profite surtout à la Manufacturing Belt, dans le nord-est des États-Unis. Le Sud a développé des industries de transformation mais reste sous la dépendance économique du Nord. Dès 1870, les États-Unis avec un PIB (PPA) de 98 milliards de dollars internationaux compte pour 8,9 % du PIB mondial devançant l'Empire russe et la France et se trouvant de très peu derrière le Royaume-Uni. 
L'essor industriel du pays provoque d'importantes mutations sociales : la population devient de plus en plus urbaine. Les gratte-ciel, les tramways, le métro, l'éclairage urbain électrique et d'autres innovations technologiques caractérisent les grandes villes américaines. Les villes sont des lieux d'accueil pour les immigrants et les agriculteurs ruinés. Ils y trouvent travail et instruction. C'est à la ville que naît le nouveau mythe américain, celui du self-made man incarné par Andrew Carnegie. Comme dans tous les pays en voie industrialisation, la condition ouvrière est particulièrement difficile, avec des journées de travail de 12 à 14 heures, des salaires faibles, des logements indécents. Cependant, dans l'Amérique de « l'âge du toc », aucun mouvement syndical puissant ne parvient à se développer. Sans organisation efficace, délaissés par les partis politiques, les ouvriers multiplient les grèves. Ce n'est qu'en 1886 que naît la première grande organisation syndicale, l'American Federation of Labor (AFL), une fédération des métiers hautement spécialisés. Elle renonce à toute référence révolutionnaire ou passéiste. L'échec des mouvements ouvriers peut s'expliquer par la présence de nombreux ouvriers déracinés venus des régions pauvres d'Europe et qui voient dans la condition ouvrière américaine une nette amélioration de leur sort. Pendant cette période le monde agricole connaît une grave crise. En effet, à partir de 1873, les prix agricoles baissent. L'augmentation de la productivité ne compense pas la chute des prix. Les fermiers tentent de s'organiser : mouvement des Grangers vers 1870, des Greenbackers vers 1880, alliance des fermiers et des populistes vers 1890. Les farmers réclament l'inflation monétaire pour compenser la baisse mondiale des cours de produits agricoles et réduire leur endettement.
En 1869, pour la première fois dans l'histoire de cette nation, la valeur ajoutée industrielle dépasse celle de l'agriculture.
Fonctionnant partout aux États-Unis, le système de location de prisonniers fournit aux propriétaires de mines et aux compagnies de chemin de fer une main d’œuvre à très bas coût. En Caroline du Sud par exemple, les détenus posent la quasi-totalité des voies ferrées mises en place entre 1876 et 1894. Les entreprises payent un loyer aux prisons, qui pour certaines prospérèrent grâce à ce système (ce qui eut aussi pour conséquence d'inciter les juges, sujets à des pressions, d'infliger des peines de prison plus longues). Les détenus travaillent 18 heures par jour et étaient généralement logés dans des baraquements pour animaux. Ces conditions de travail ont provoqué la mort de nombreux détenus. Outre les raisons économiques, la main-d’œuvre pénale était utilisée pour briser les grèves. En 1891, les ouvriers grévistes de la Tennessee Coal Company parviennent à libérer près de 400 détenus loués par la compagnie pour les remplacer.

## XXesiècle
Au début du XXe siècle, le courant politique du progressisme critique la façon dont certains hommes d'affaires ont amassé leur fortune. Les muckrakers, ces journalistes américains prompts à dénoncer les scandales économiques, participent à ce mouvement. Le président Theodore Roosevelt milite pour que la concentration des entreprises soit encadrée par l'État fédéral. Woodrow Wilson agit également contre les trusts et la panique bancaire américaine de 1907 crée les conditions de la création de la Réserve fédérale des États-Unis. La Première Guerre mondiale provoque l'intervention de l'État fédéral dans l'économie et remet en cause le capitalisme libéral. Certains entrepreneurs construisent d'immenses fortunes en participant à l'économie de guerre. 

### L'ère progressiste

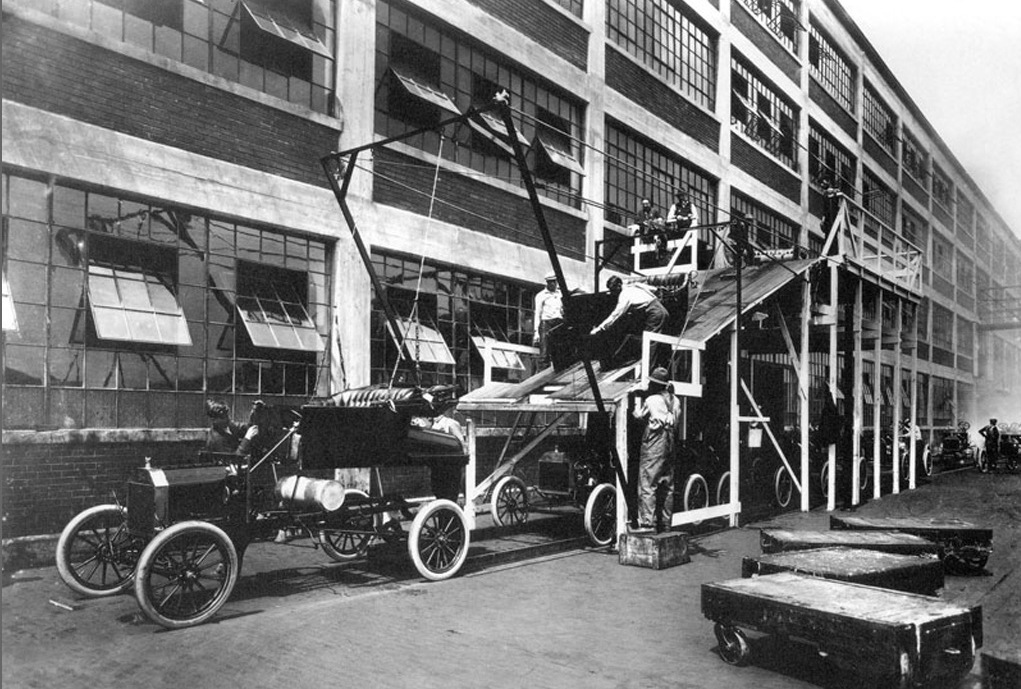
Ligne d’assemblage des Ford T en 1913. Une balancelle permet de présenter un sous-ensemble provenant d’un étage supérieur au poste de travail où il sera monté sur le véhicule.

Au début du XXe siècle, l'idéal américain semble menacé. Le pouvoir d'achat des ouvriers tend à se dégrader. Le flot d'émigrants qui arrive chaque année aux États-Unis est accusé de créer une pression à la baisse sur les salaires. En effet, cette période marque l'apogée de l'immigration aux États-Unis. De 1902 à 1910, 9 millions de personnes débarquent aux États-Unis, dont 1,3 million pour la seule année 1907. Elles sont 4,5 millions de 1911 à 1915. Ces nouveaux venus, slaves, latins et majoritairement catholiques inquiètent le vieux fond anglo-saxon, germanique et scandinave. Ils représentent près de 40 % de la population des grandes agglomérations où ils vivent regroupés selon leurs origines. La concentration monopolistique des industries constitue une autre menace au modèle américain de réussite. En 1909, 1 % des firmes assurent 44 % de la production industrielle. Ainsi en 1901, la U.S. Steel Company a pu prendre le contrôle de la plupart des aciéries.
Mother Jones décrit ainsi le travail des enfants dans une filature de coton, en 1906 : « Petites filles et petits garçons, pieds nus, allaient et venaient entre les rangées de broches interminables, ils approchaient des machines leurs petites mains décharnées pour renouer les fils cassés. Ils rampaient sous les machines pour les huiler. Jour et nuit, nuit et jour, ils changeaient les broches. Des petits enfants de six ans, aux visages de vieux de soixante ans, faisaient leurs huit heures par jour pour dix cents. Quand ils s'endormaient, on leur lançait de l'eau froide à la figure et la voix du directeur tonnait par-dessus le fracas incessant des machines ». Elle organise en 1903 à Philadelphie l'une des premières manifestations contre le travail des enfants. Le syndicat Industrial Workers of the World est fondé en 1905.
Le mouvement progressiste apparait dans les premières années du XXe siècle. Face au triomphe de « l'Évangile de l'argent », il a comme objectif de réformer le gouvernement pour qu'il œuvre pour le bien commun et non pour les intérêts industriels dont les abus sont dénoncés. Les progressistes appartiennent à tous les groupes sociaux. Ils trouvent des relais actifs parmi les journalistes, les muckrakers comme Lincoln Steffens qui décrit les problèmes urbains dans son livre The Shame of the Cities (La Honte des villes). Ils dénoncent les pratiques frauduleuses ou abusives des industriels, la mise en danger de la démocratie par les « barons voleurs ». Sur le plan local, les progressistes généralisent le vote à bulletin secret et les primaires directes pour le choix des candidats. Plusieurs États et municipalités instaurent le référendum pour les grandes décisions.
En 1901, Théodore Roosevelt, qui soutient les réformistes, devient président après l'assassinat de McKinley. Il milite pour que la concentration des entreprises soit encadrée par l'État fédéral. En 1906, il fait voter par le congrès une loi visant à garantir aux consommateurs une véritable sécurité sanitaire (Pure Food and Drug Act). Il utilise la loi Sherman anti-trust pour mettre fin aux agissements nuisibles de certains trusts comme la Northern Security Company qui avait le monopole des chemins de fer dans le Nord-Ouest des États-Unis. Son action est continuée par Taft qui parvient à briser le monopole de la Standart Oil et de l'American Tobacco Company. Roosevelt est resté dans la mémoire des Américains le premier président à se soucier de la préservation de la nature et à avoir créé un parc national. En 1912, la division du camp républicain permet au démocrate Woodrow Wilson de l'emporter avec 42 % des suffrages. La panique bancaire américaine de 1907 avait créé les conditions de la création de la Réserve fédérale des États-Unis, initiée par Rooosevelt en 1913, suivie par d'autres réformes telles que les Federal Trade Commission Act et le Clayton Anti-Trust Act de 1914 qui permettent le renforcement des contrôles sur les monopoles et l'instauration de commissions pour enquêter sur les pratiques des entreprises faussant la libre-concurrence. Woodrow Wilson agit également contre les trusts.
En 1912 et 1913, la répression d'un important mouvement ouvrier, connu comme la « guerre des mineurs », fait au moins cinquante morts en Virginie-Occidentale. Les conditions de travail des ouvriers américains sont alors particulièrement difficiles ; les mineurs et sidérurgistes travaillent douze heures quotidiennement et six jours par semaine pour une rémunération de 400 dollars annuel distribués en monnaie privée frappée par l’entreprise, ce qui les contraint à vivre dans les villes fondées par leurs employeurs et donc à subir leur contrôle social. Au cours de la seule année 1913, 25 000 travailleurs moururent au travail et 750 000 furent gravement blessés.

### Première Guerre mondiale
En 1913, avant le début des hostilités en Europe, les États-Unis avec un PIB/PPA de 517 milliards de dollars internationaux compte pour 19,1 % du PIB mondial, surpassé seulement par les économies combinées de l'ensemble de l'Empire britannique. Alors qu'en 1907, la France et les États-Unis produisaient environ 25 000 voitures, la Grande-Bretagne seulement 2 500 et que les deux-tiers des voitures exportées étaient françaises, le travail à la chaîne démultiplie la production. En 1914, 485 000 voitures dont 250 000 Ford T sont produites aux États-Unis contre 45 000 en France, 34 000 en Grande-Bretagne et 23 000 en Allemagne.
La participation des États-Unis à la Première Guerre mondiale provoque l'intervention de l'État fédéral dans l'économie et remet en cause le capitalisme libéral. Certains entrepreneurs construisent d'immenses fortunes en participant à l'économie de guerre.
La Première Guerre mondiale renforce la puissance économique des États-Unis : malgré une courte crise en 1920-1921, le pays connaît une forte croissance, notamment dans les industries de la deuxième révolution industrielle. La période de prospérité, qui dure jusqu'en 1929, consacre l'entrée des Américains dans la société de consommation. Les États-Unis sont par ailleurs les créanciers du monde et les pays européens se sont fortement endettés pour soutenir l'effort de guerre. La balance commerciale américaine est alors positive. 

### Les années 1920
La Première Guerre mondiale renforce la puissance économique des États-Unis : malgré une courte crise en 1920-1921, le pays connaît une forte croissance, notamment dans les industries de la deuxième révolution industrielle. La période de prospérité, qui dure jusqu'en 1929, consacre l'entrée des Américains dans la société de consommation. Les États-Unis sont par ailleurs les créanciers du monde et les pays européens se sont fortement endettés pour soutenir l'effort de guerre. La balance commerciale américaine est alors positive.
Par ailleurs, après l'interventionnisme de la Première Guerre mondiale, la Cour suprême s'oppose vigoureusement à celui-ci, en soutenant à tout prix le laissez-faire: l'ère Lochner, qui dure jusqu'en 1937-1938, est caractérisée par de nombreux arrêts interdisant les lois régulant le temps de travail, le travail des enfants, et d'autres domaines du droit du travail.

### La Grande Dépression

Production mondiale d'acier en 1939, les États-Unis sont de loin le premier producteur.

La crise de 1929 fut le déclencheur d'une grande vague de dépressions à travers le monde.
Aux États-Unis, le taux de chômage augmente fortement au début des années 1930 : il atteint 9 % en 1930. Le pays compte quelque 18 millions de chômeurs en 1932. En 1933, lorsque Roosevelt devient président, 24,9 % de la population active est au chômage et deux millions d’Américains sont sans-abri. 
La production industrielle baisse, pendant l’année 1930, de 14 %. En juin 1932, 
Les manifestations de la faim se multiplient. En mars 1930, 35 000 personnes défilent dans les rues de New York. Une grande grève dans le secteur du textile éclate en 1934. 
Dans les campagnes, la situation économique se dégrade, notamment à cause de la sécheresse et du Dust Bowl (1933-1935). En 1933, la diminution de 60 % des prix agricoles affecte durement les agriculteurs (effet ciseaux). La ruine des fermiers des Grandes Plaines poussent des milliers de personnes à s'installer dans les États de l'Ouest. Face à la misère qui grandit, l'influence communiste progresse dans les milieux populaires.

#### New Deal
Élu en 1932 face au président républicain sortant Herbert C. Hoover, le démocrate Franklin Roosevelt mit en œuvre des mesures d'urgence impliquant un contrôle étatique du fonctionnement du capitalisme. Celles-ci incluaient la garantie des fonds bancaires par le système de la Réserve fédérale, l'utilisation de l'argent public pour acheter et détruire des récoltes afin de faire monter les prix, un programme de travaux d’intérêt général employant dans les chantiers 2,3 millions de jeunes chômeurs, une forme limitée d'autorégulation de l'industrie au moyen de cartels pour contrôler les prix et les niveaux de production, des quantités limitée de production étatique directe sous le contrôle de la Tennessee Valley Authority, ainsi que des mesures permettant aux travailleurs de former des syndicats et d'obtenir des hausses de salaire afin d'accroitre la demande des biens de consommation.
Au cours des trois premières années, le New Deal permet d'atténuer les effets de la crise. La situation des agriculteurs s’améliore et beaucoup bénéficient enfin de l’électrification des campagnes. L’État multiplie les projets de construction d'infrastructures d’intérêt public : 1 million de kilomètres de routes, 77 000 ponts, 122 000 édifices communautaires, etc. En outre, une réforme du droit du travail garantit aux salariés du secteur privé, à l’exception des chemins de fer et de l’aéronautique, le droit de s’organiser en syndicats.
L'amélioration de la situation économique et des droits syndicaux entraina chez une partie des travailleurs un sentiment nouveau de confiance en leur capacité à lutter. Des syndicats, tels que le Congrès des organisations industrielles (CIO), recrutent des millions de nouveaux membres. Dans les six premiers mois du New Deal, au moins quinze ouvriers grévistes furent tués, deux cents blessés et des centaines incarcérés. En 1934, les grèves des ouvriers de l'industrie automobile, des chauffeurs routiers de Minneapolis et des dockers de San Francisco furent victorieuses, malgré les attaque de briseurs de grève et de la police. Les grèves se multiplièrent au cours des années 1935-1937, permettant dans bien des cas d'obtenir des améliorations salariales. Ces mouvements sociaux, qui favorisaient la solidarité entre travailleurs blancs et noirs, permirent de faire reculer le racisme. Le CIO était alors la seule grande institution de la société américaine où les ouvriers noirs avaient une possibilité de « participation authentique » aux côtés des travailleurs blancs.
Le New Deal montre aussi ses limites : une nouvelle récession intervient en 1937 et le chômage frappe alors près de 20 % de la population active. En outre, selon l'universitaire Lionel Richard : « Loin de reconnaître la responsabilité des États-Unis dans la crise économique mondiale, les gouvernements Hoover et Roosevelt ont cherché avant tout à tirer d’affaire leur propre pays. La mise en œuvre du New Deal ne s’est donc pas faite sur la base d’un programme rigoureux : il n’a été qu’une succession de résolutions pragmatiques, expérimentales et circonstancielles, visant à stabiliser le capitalisme américain. Ce New Deal n’a pas débarrassé les États-Unis de la crise, et le monde encore moins. C’est la nécessaire « économie de guerre » qui, à la fin de 1939, inverse durablement la situation. »

### Seconde Guerre mondiale

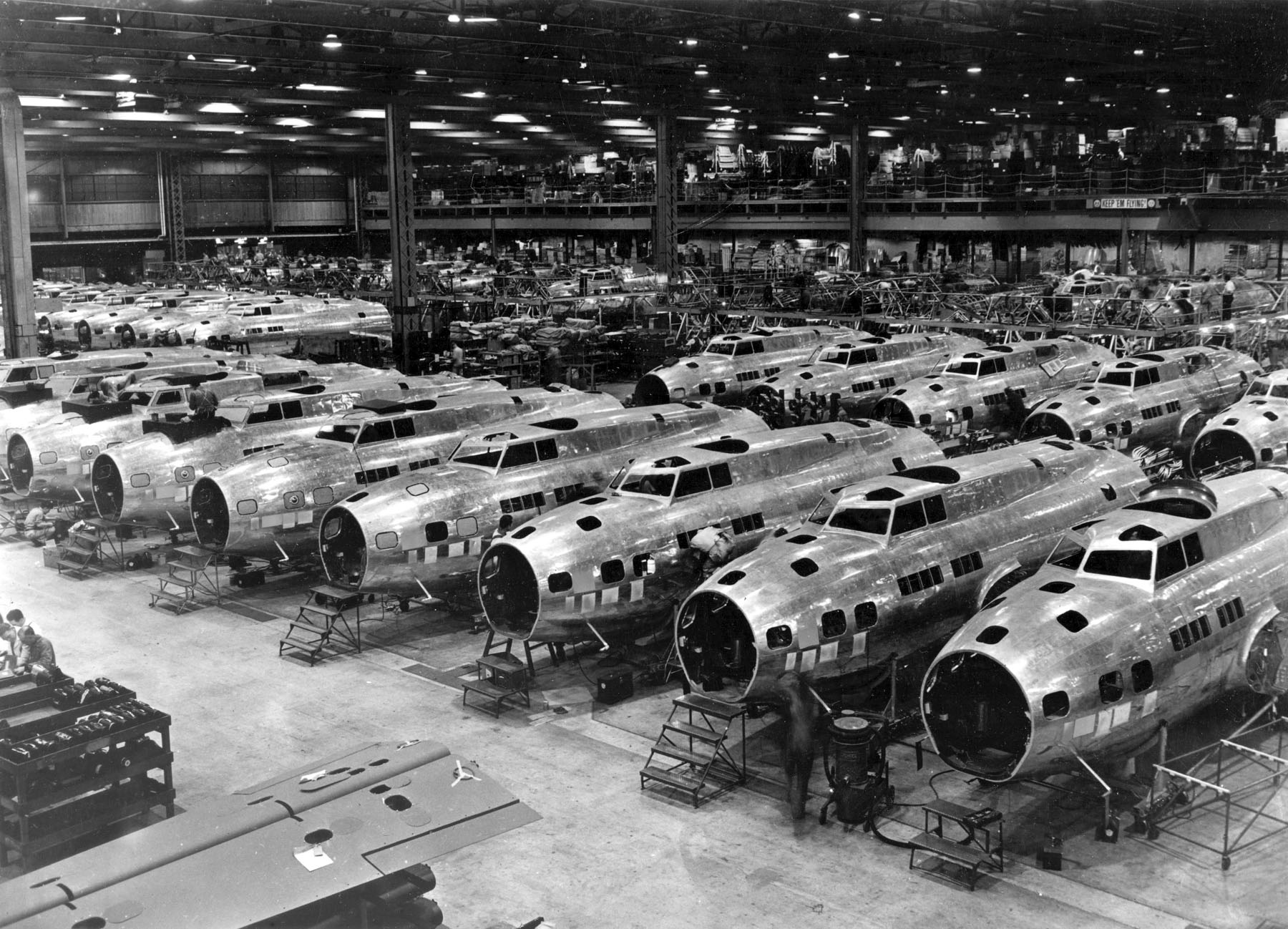
Des B-17 en cours d'assemblage dans la Boeing Plant 2 en 1943.

Durant la Seconde Guerre mondiale, la montée en puissance du complexe militaro-industriel des États-Unis permit d'équiper les pays alliés dans le conflit. Pour financer cet effort, la part des impôts fédéraux du produit intérieur brut (PIB) - un indicateur clé de l'ensemble de la charge fiscale - est passée de 7,6 % en 1941 à 20,4 % en 1945.
En 1944, les accords de Bretton Woods consacre le dollar américain comme monnaie de référence internationale.
En 1945, les États-Unis sont le seul pays allié resté intact : le territoire américain n'a pas été envahi et n'a pas connu de destructions massives, sauf à la suite de l’attaque japonaise sur Pearl Harbor en 1941. 
Alors que les belligérants européens connaissent une importante crise monétaire, les réserves américaines en or demeurent intactes, de même que l’agriculture et l’industrie. Les États-Unis possèdent 2/3 du stock d’or mondial, et imposent un nouveau système monétaire international à la conférence de Bretton Woods (juillet 1944). Le dollar américain n'a pas perdu de sa valeur contrairement à d'autres unités monétaires et devient la monnaie de référence internationale. 
Il faut néanmoins reconvertir l’économie de guerre vers la production de biens de consommation et assurer les débouchés économiques extérieurs. Le pays occupe la première place mondiale dans tous les domaines de l'économie. Il assure l'équivalent de la moitié de la production de la planète,, ; il possède 2/3 de la flotte mondiale et assure 25 % des échanges. La balance commerciale est excédentaire, mais dépend de la capacité des économies européennes à se reconstruire.
Les États-Unis souhaitent reconstruire l'économie mondiale selon les principes du libre-échange : ils estiment que le protectionnisme est l'une des causes de la Seconde Guerre mondiale.

### Trente Glorieuses

Durant la guerre froide, l'économie des États-Unis et celle de l'Europe de l'Ouest n'a jamais pu être surpassée.

En 1950, le PIB américain est de 1 455 milliards de dollars internationaux soit 27,3 % du PIB mondial, le suivant le plus proche est l'Union soviétique qui produit 9,6 % du PIB mondial. La masse monétaire M2 en janvier 1960 était de 298,2 milliards de dollars; en janvier 1970, il est de 589,6 milliards et en janvier 1980 de 1 482,7 milliards.
En 1959, Westinghouse, General Electric et 27 autres entreprises sont accusées d'avoir constitué le plus grand cartel illégal des États-Unis depuis l'adoption du Sherman Antitrust Act (1890) afin de maintenir des prix artificiellement élevés. Les enquêtes parlementaires qui suivirent permirent de comprendre que la « criminalité en col blanc » constituait de loin la forme de criminalité la plus coûteuse pour les finances des États-Unis.
Dans les années 1960, les profits réalisés par l’économie américaine sont assurés par l’investissement à l’étranger et le recours à une force de travail locale et faiblement rémunéré. D'après l’économiste Pierre Dommergues, le développement de la consommation intérieure dont bénéficient majoritairement les Américains durant cette période repose principalement sur un échange inégal avec le tiers-monde.
La corruption se pratique à grande échelle : d'après une étude effectuée par le Congress Watch, au moins 58 % des entreprises affiliées au Business Roundtable ont versé des pots-de vin et des commissions illégales au cours des cinq années étudiées (1973-1978).

### Désindustrialisation et nouvelle économie
Les États-Unis ont connu une période de croissance ininterrompue de près de 10 ans : de 1992 à 2000. Le Produit Intérieur Brut a cru de 3,7 % en moyenne au cours de ces années avec des pointes à 5,2 % en 2000 ou à 4,4 % en 1997 et 1998. Entre 1996 et 2000, le PNB a augmenté de 25 % : un taux de croissance économique comparable à celui des années 1960.
L'avance technologique vis-à-vis du reste du monde, très importante à la fin de la Seconde Guerre mondiale, s’est réduite. Par exemple, le Japon est désormais leader technologique dans le secteur de l’électronique.
Dans les années 1980, la politique monétaire de l’administration Reagan se traduit par une forte hausse des taux d’intérêts des États-Unis et le dollar est réévalué de 50 %. Cette politique génère notamment une explosion de la dette des pays d'Amérique latine, ceux-ci utilisant généralement le dollar pour rembourser les sommes dues. En France, François Mitterrand regrette également cette politique : « Les États-Unis nous font payer leur chômage et leur déficit. C’est nous qui permettons à Reagan de continuer une politique qui nous écrase ».

## XXIesiècle
Le PNB américain a augmenté de 32 % entre 2000 et 2008 tandis le budget de l'État fédéral est passé durant la même période de 1 798 milliards à 2 931 milliards de dollars soit une augmentation de presque 40 % . L'économie américaine continue d'être surnommée Great job machine.
Selon le Centre de la politique fiscale, en 2004, la charge fiscale des États-Unis était de 26 % du PIB, contre une moyenne de 36 % pour les pays membres de l'OCDE .
La crise des subprimes déclenchée en 2007 précède la crise financière et économique. L'état intervient pour tenter de contrer les effets de la crise : par le Plan Paulson en septembre 2008, puis par le Plan de relance de 2009.

### Crise du Covid-19
En 2020, l'économie américaine s'est contractée de 3,5% à cause de la crise du Covid-19.
Pour répondre à cette crise, Joe Biden présente un plan de relance de 1.900 milliards de dollars,, espérant recréer 7 millions d'emplois en 2021. En mars 2021, l'économie américaine crée 916.000 emplois, soit 300.000 de plus que prévu.